# Ханс Лише
Ханс Лише; Хамбург, 11. октобар 1891 — Берлин, 30. март 1979) је бивши немачки атлетичар, који се такмичио у скоку увис.
На Летњиим олимпијским играма 1912. у Стокхолму Лише постиже свој најбољи резултат и олимпијски рекорд од 1,91 м у скоку увис и освојио сребрну олимпијску медаљу. Победио је Американац Алма Ричардс, који је касније прескочио 1,93 и оборио Лишејев рекорд. Лише је победио трећепласираног Џорџ Хорина са 1,89, који је само неколико недеља раније у Пала Алту, Калифорнија први у историји спорта који је прескочио висину од 2 метра и постао први званични светски рекордер.
Био је првак Немачке 1911, 1912, 1913 и 1915. У 1918 је освојио друго место, а 1919. је био трећи.
Своје последње године провео је у Западном Берлину.